# 瑟克尔维尔 (俄亥俄州)
瑟克尔维尔（英語：Circleville）是美国俄亥俄州匹克威县一个城市，是匹克威县的县城。2010年人口普查时人口为13314人。
这个城市的名字源于1810年之后的原始布局，在距离公元早期几个世纪的霍普韦尔文化土方的340米直径的圆圈内。 县法院建在最内圈的中心。 到20世纪30年代后期，居民厌倦了这一设计，获得了国家立法机关的授权，将布局改为标准网格，到20世纪50年代中期完成。 霍普韦尔土石方的所有痕迹在这里都被毁了，尽管在俄亥俄山谷里还有数百个其他古迹。